# Arnetha Ball
Arnetha Ball (31 de juliol del 1950) és una professora universitària emèrita de llengua i literatura. És reconeguda per voler millorar l'educació en els contextos més desfavorables, per dur a terme diversos projectes per transmetre els valors i recursos als professors, promou una educació on tots els alumnes se sentin integrats i còmodes.

## Biografia
Arnetha Ball va estudiar llengua, literatura i cultura a la Universitat Stanford al 1991, patologia de la parla al 1972 i educació al 1971, tots dos graus els va dur a terme a la Universitat de Michigan.
Actualment, dirigeix un programa que té com a objectiu principal millorar l'educació per a diverses poblacions utilitzant tres propostes:
- Escoles dels Estats Units on trobem molts estudiants pobres d'Àfrica afroamericana, llatina i de l'illa del Pacífic que continuïn creixent.
- Organitzacions comunitàries que formen part d'un sistema educatiu alternatiu oferint una segona o una última oportunitat.
- Programes d'educació docent als Estats Units, Sud-àfrica, Nova Zelanda i Austràlia.[cal citació]

Des de 2011 Arnetha Ball és presidenta d'AERA (American Educational Research Association), Associació Americana d'Investigació Educativa. Cal destacar que va ser representant dels Estats Units en l'Associació Mundial d'Investigació Educativa.
El 2017 Arnetha Ball va ser la madrina de l'acte d'atorgament de diplomes a persones gitanes formades en el marc del Pla Integral del Poble Gitano, celebrat a Barcelona. De fet, el 2016 ja havia participat en la creació de la xarxa d'estudiants universitaris gitanos.
El mateix any va ser elegida per formar part de la National Academy of Education.
El 2019 se li va donar el NCRLL Distinguished Scholar Award. El 2020, Ball va ser coneguda amb el premi Miriam Aaron Roland Volunteer Service Prize, que s'atorga a membres del professorat de la Universitat Stanford que ajuden els estudiants a combinar l'activitat acadèmica amb el voluntariat social.

## Investigació sobre el llenguatge oral i l'alfabetització dels AAVE
La seva primera investigació sobre el llenguatge oral i l'alfabetització dels parlants de la llengua anglesa afro-estatunidenca vernacular (AAVE) va començar amb una investigació dels patrons organitzatius en el llenguatge expositiu oral i escrit dels adolescents afroamericans. Aquesta recerca consistia a examinar les estructures que els estudiants utilitzaven per transmetre informació en contextos tant informals com acadèmics. Va donar suport a la hipòtesi que les organitzacions que utilitzen en l'exposició oral estan constituïdes per un recurs lingüístic sense explotar, la qual han de tenir en compte els estucadors a l'hora de crear els currículums.
Per una altra banda, la perspectiva teòrica contribueix a una teoria sociocultural d'aprenentatge i ús de llengües mitjançant la identificació de patrons culturals rellevants i vinculant la informació amb principis teòrics. Això ajuda als professors i professores a entendre millor les pràctiques socials i culturals dels estudiants i com a conseqüència, influeixen positivament en el rendiment escolar.

## Diversitat a l'aula
Segons la Dra. Ball cada cop hi ha més persones que provenen de diversos orígens, de grups marginats i potser també discriminats als Estats Units.
Per tant, cal obrir-se i innovar en les formes d'ensenyar i educar. Així com invertir temps a aprendre noves perspectives per desenvolupar habilitats i actituds per donar veu a totes les persones sense que se sentin discriminades pels seus antecedents. S'ha de crear un context que estigui obert a línies generals i als canvis necessaris per fer front als diversos desafiaments persistents en un món canviant.
L'avanç de la diversitat cultural dins les aules ha provocat que hi hagi necessitat d'adequar la formació inicial del professorat al caràcter plural de la realitat social i educativa que hi ha actualment. Els programes educatius dels professors són ineficaços per desenvolupar la seva tasca en escoles urbanes. La Dra. Ball informa sobre redissenyar l'educació docent en contextos particulars, per poder preparar professors per ser aptes per a ensenyar en aules multiculturals i lingüísticament diverses.
A més, la Dra. Ball descriu la preparació dels professors per a ensenyar en aules culturals i lingüísticament complexes. Investiga els efectes socials i institucionals del desenvolupament professional i els diversos processos que faciliten l'aprenentatge continuat dels professors.

## Activitat professional
La doctora Ball és una activa professional que va participar i participa en múltiples centres per a la diversitat, dels quals se'n troben:
- CREAL

La doctora Ball és la cofundadora i directora del centre de raça, ètnia i idioma de Stanford: CREAL. Aquest centre es va formar l'any 2011 i va tenir com a objectiu principal investigar sobre les relacions entre idioma, raça i ètnia des d'una perspectiva sociolingüística. Entre d'altres dur a terme investigacions sobre la marginació lingüística de poblacions racialitzades. El treball de la doctora Arnetha es basa a reunir informació sobre perspectives socioculturals i sociolingüístiques d'investigacions educatives.
- El programa en estudis africans i afroamericans

Fundat l'any 1969 constitueix el primer programa d'estudis ètnics desenvolupat a la Universitat Stanford i el primer en una institució privada a l'AAAS dels EUA de la qual la doctora Ball n'era directora. Va estudiar els pobles d'ascendència africana com a component central de les societats.
- AERA

L'AERA (American Educational Research Association) va ser fundada l'any 1916. La seva funció es basa a millorar el procés educatiu basant-se en les investigacions educatives i promovent la difusió d'aquestes en la pràctica per al benestar públic actual.
Els components d'aquest centre són majoritàriament professors, investigadors, estudiants graduats i altres professionals. Treballen en amplis camps de l'educació: escoles, universitats, agències federals, sistemes escolars…
- IRN

International Research Network (IRN) és una xarxa de coordinació científica que agrupa equips de recerca entre els països europeus i no europeus. Les seves activitats estan coordinades per un comitè científic. Aquests sintetitzen el coneixement,  examinen l'estat de la investigació i estimulen relacions amb els àmbits d'investigació a nivell mundial.
Dins d'aquesta xarxa hi trobem el WERA-IRNS. L'objectiu d'aquest es avançar amb la investigació educativa arreu del món sobre temes acadèmics específics.